# Willis O'Brien
Willis Harold O'Brien (Oakland, 2 maart 1886 – Los Angeles, 8 november 1962) was een Iers-Amerikaanse pionier op het gebied van speciale effecten voor films, met name stop-motion. Hij werkte onder andere mee aan de films The Lost World en King Kong.

## Biografie
O'Brien was een tekenaar voor de San Francisco Daily News en een professionele marmer-beeldhouwer, voordat hij bij de film ging werken. Hij werd ingehuurd door de Edison Company om enkele korte films te maken met een prehistorisch thema. Een aantal van zijn werken op dit gebied zijn The Dinosaur and the Missing Link: A Prehistoric Tragedy uit 1915, en The Ghost of Slumber Mountain uit 1918. Die tweede film leverde hem een baan op bij de productie van de film The Lost World. Voor zijn korte films maakte O'Brien zelf zijn personages uit klei, maar later liet hij het maken van de figuren vooral over aan Richard en Marcel Delgado.
O'Brien's eerste grote Hollywood-film was The Lost World uit 1925. Hierbij kon hij voor het eerst op grote schaal experimenteren met stop-motion. Mede door het succes van deze film werd O'Brien in 1933 gevraagd voor de film King Kong en het vervolg, The Son of Kong. In 1949 won zijn werk in de film Mighty Joe Young een Academy Award, maar de prijs werd toegekend aan de producenten RKO Productions.
O'Brien trouwde met Hazel Ruth Collette in 1925, maar scheidde van haar in 1930. Samen hadden ze twee kinderen.
Hoewel O'Brien tegenwoordig te boek staat als de pionier op het gebied van animatie, had hij tegen het einde van zijn carrière steeds meer moeite werk te vinden. Kort voor zijn dood maakte hij een korte scène voor de film It's a Mad, Mad, Mad, Mad World en was hij een van de schrijvers voor de film King Kong vs. Godzilla.
O'Brien werd overleefd door zijn tweede vrouw, Darlyne. In 1969 verscheen de film The Valley of Gwangi, gebaseerd op een idee dat O’Brien tijdens zijn leven verschillende malen probeerde te verkopen aan filmstudio’s. In 1997 kreeg O’Brien postuum de Winsor McCay Award van de Asifa-Hollywood, de Amerikaanse tak van de International Animated Film Society ASIFA (Association internationale du film d'animation).